# V Batalion Balonowy
V Batalion Balonowy – pododdział Wojsk Aeronautycznych II RP.

## Historia batalionu
V Batalion Balonowy został sformowany po zakończeniu wojny z bolszewikami i przejściu wojska na organizację pokojową. Batalion stacjonował w garnizonie Brześć. Dowódca batalionu podlegał dowódcy Okręgu Korpusu Nr IX. Latem 1924 roku, wobec ciężkiej sytuacji finansowej państwa przeprowadzona została reorganizacja wojsk balonowych, w ramach której batalion został zlikwidowany.

## Organizacja batalionu
Organizacja pokojowa batalionu:
- dowództwo batalionu,
- 1 kompania balonowa,
- 2 kompania balonowa,
- batalionowy park balonowy,
- kadra kompanii zapasowej.

Zastępcą dowódcy batalionu był oficer techniczny. W skład każdek kompanii balonowej wchodziło: dowództwo kompanii, balon na uwięzi z obsługą, ochrona balonu i sekcja techniczna, natomiast w skład batalionowego parku balonowego wchodziło dowództwo parku, skład, warsztat, wytwórnia wodorowa i sekcja taborowa.

## Obsada personalna
Obsada personalna batalionu w 1923 roku
- mjr Roman Błażewski – dowódca baonu (do 1 VIII 1924[5])
- por. Stefan Linsenbarth – p.o. zastępcy dowódcy baonu
- por. Bolesław Hullej
- por. Bolesław Adamczewski
- por. Tadeusz II Kurowski
- por. Robert Beill
- por. Franciszek Hynek
- por. Franciszek Grabarkiewicz
- por. Jerzy II Zawadzki
- por. Zbigniew Kowalski (przydzielony do Centralnej Szkoły Balonowej)
- lekarz baonu – por. plek. Kazimierz II Paprocki (odkomenderowany na studia)